# Тадеф
Тадеф (араб. تادف‎) — город на севере Сирии, расположенный на территории мухафазы Халеб. Входит в состав района Эль-Баб.

## Географическое положение
Город находится в центральной части мухафазы, вблизи города Эль-Баб, на высоте 428 метров над уровнем моря.
Тадеф расположен на расстоянии приблизительно 32 километров к северо-востоку от Халеба, административного центра провинции и на расстоянии 330 километров к северо-северо-востоку (NNE) от Дамаска, столицы страны.

## Демография
По оценочным данным 2013 года численность населения составляла 42 472 человек.
Динамика численности населения города по годам:
| 2003   | 2012   |
| ------ | ------ |
| 33 665 | 42 472 |

## Транспорт
Ближайший гражданский аэропорт расположен в городе Халеб.

## Достопримечательности
Согласно местным преданиям, в городе находится захоронение ветхозаветного пророка Ездры, жившего, предположительно, в V веке до н. э.

## Гражданская война в Сирии
В 2012 году вооружённая оппозиция вытеснила правительственные войска из города. В ноябре 2013 года город был захвачен ИГИЛ и являлся одним из важных форпостов в северной Сирии. 26 февраля 2017 года город перешёл под контроль правительственных войск. 25 марта 2017 года появилась информация, что правительственные войска покинули город и его заняли оппозиционные группировки, участывавшие в операции «Щит Евфрата». Но в тот же день вхождение в город сил повстанцев было поставлено под сомнение.